# Titularbistum Massa Lubrense
Massa Lubrense ist ein Titularbistum der römisch-katholischen Kirche.
Es geht zurück auf einen Bischofssitz in der Stadt Massa Lubrense, die sich in der italienischen Region Kampanien befindet. Der Bischofssitz war der Kirchenprovinz Sorrent zugeordnet. Er wurde 1818 durch Pius VII. aufgehoben und in das Erzbistum Sorrent eingegliedert.
| Titularbischöfe von Massa Lubrense |                                                      |                                              |                   |                 |
| Nr.                                | Name                                                 | Amt                                          | von               | bis             |
| 1                                  | Paul Aijirô Yamaguchi Titularerzbischof pro hac vice | emeritierter Erzbischof von Nagasaki (Japan) | 19. Dezember 1968 | 4. Februar 1971 |
| 2                                  | Jaime Lachica Sin Titularerzbischof pro hac vice     | Koadjutorerzbischof von Jaro (Philippinen)   | 15. Januar 1972   | 8. Oktober 1972 |
| 3                                  | Robert Fealey Morneau                                | Weihbischof in Green Bay (USA)               | 19. Dezember 1978 |                 |